# 이재균 (정치인)
이재균(李在均, 1954년 9월 20일 ~ 2025년 5월 17일)은 대한민국의 공무원, 정치인이다.

## 생애
1954년 9월 20일 경상남도 부산시(現 부산광역시 영도구)에서 태어났다.
남항초등학교, 해동중학교, 1973년 부산고등학교, 1977년 연세대학교 정법대학 행정학과를 졸업한 뒤 1979년 부산대학교 대학원에서 행정학 석사 학위를 취득하였다.
1979년 12월 제23회 행정고시에 합격하여 공무원으로 근무하였다.
1981년 8월 9일 대한민국 육군에 입대하여 1983년 7월 28일 병장으로 만기전역하였다.
이후 동해지방해운항만청 삼척출장소, 부산지방해운항만청 항무과, 해운항만청 선원과에서 사무관으로 근무하였는데 1990년 스웨덴 해사대학교 대학원에서 석사 학위를 취득하였다.
2012년 제19대 국회의원 선거에서 새누리당 후보로 부산광역시 영도구 선거구에 출마하여 통합진보당 민병렬 후보를 꺾고 당선되었다.
국토해양부 차관을 지냈고, 2013년 2월 14일 선거사무장의 집행유예형 확정으로 국회의원직을 상실하였다.
2023년 12월 12일, 부산광역시 영도대교 앞에서 기자회견을 갖고 오는 2024년 치러질 제22대 국회의원 선거 중구·영도구 출마를 선언하였으나 출마하지 않았다.
2025년 5월 17일에 사망했다.

## 학력
- 1954년 9월 20일 경상남도 부산시 영도구 출생
- 1968년 남항초등학교 졸업
- 1970년 부산해동중학교 졸업
- 1973년 부산고등학교 졸업
- 1977년 연세대학교 행정학과 졸업
- 1979년 부산대학교 대학원 행정학 석사
- 2003년 한국해양대학교 대학원 해운경영학 박사

## 경력
- 1979년 제23회 행정고시 합격
- 1980년 해운항만청 행정사무관
- 1993년 부산지방해운항만청 부두과 과장
- 1994년 해운항만청 서기관
- 1996년 해운항망청 기획예산담당관
- 1996년 해양수산부 장관비서관
- 1997년 해양수산부 총무과 과장
- 1999년 마산지방해양수산청 청장
- 2001년 해양수산부 공보관
- 2003.03 부산지방해양수산청 청장
- 2005.01~2006.08 해양수산부 해운물류국 국장, 동아대학교 항만물류시스템학 겸임교수
- 2006.08 해양수산부 정책홍보관리실 실장
- 2008.03~2009.01 국토해양부 제2차관
- 2009.02~2012.02 제15대 해외건설협회 회장
- 2012.05~2013.02 제19대 국회의원(부산 영도구, 새누리당)

## 전과
- 공직선거법위반: 징역 10월, 집행유예 2년 - 2012년 7월 27일 선고[1]

## 상훈
- 1992년 대통령 표창
- 2004년 홍조근정훈장
- 2010년 자랑스러운 연세행정인 상

## 역대 선거 결과
| 실시년도 | 선거   | 대수 | 직책     | 선거구      | 정당     | 득표수   | 득표율          | 순위 | 당락 | 비고 |
| -------- | ------ | ---- | -------- | ----------- | -------- | -------- | --------------- | ---- | ---- | ---- |
| 2012년   | 총선   | 19대 | 국회의원 | 부산 영도구 | 새누리당 | 27,597표 | \| \| 43.81% \| | 1위  |      | 초선 |
|          | 43.81% |      |          |             |          |          |                 |      |      |      |